# Tribut
Pour l’article ayant un titre homophone, voir Tribu.

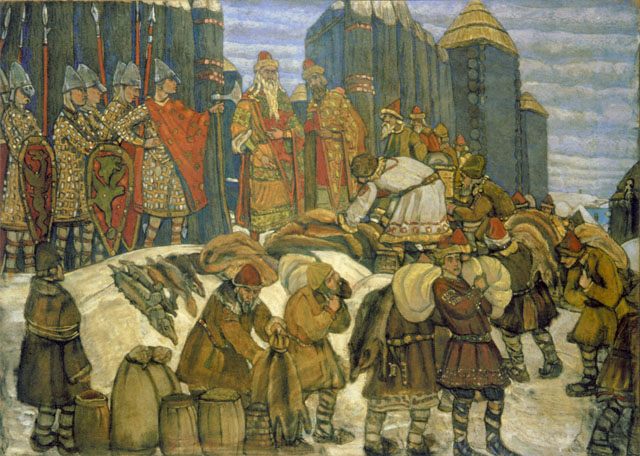
Un prince de Kiev prenant tribut, peinture de Nicholas Roerich, 1908 (Moscou).

Un tribut (du latin tributum, contribution) est une contribution périodique qu’une partie fait à une autre en signe de soumission ou d'allégeance. Le tribut peut être constitué de biens de valeurs, de production agricole, ou de monnaies pour les périodes historiques durant lesquelles la monnaie existe.

Cette contribution a parfois une valeur monétaire infime et est uniquement symbolique ; un exemple célèbre en est le faucon chasseur que les Hospitaliers de l'ordre de Saint-Jean de Jérusalem devaient procurer chaque année au roi d'Espagne.